# Блахова
Блахова (слч. Blahová, мађ. Sárrét) насељено је мјесто са административним статусом сеоске општине (слч. obec) у округу Дунајска Стреда, у Трнавском крају, Словачка Република.

## Становништво
| Година:    | 1994. | 2004.   | 2014.   | 2024.    |
| ---------- | ----- | ------- | ------- | -------- |
| Број људи: | 376   | 361     | 365     | 434      |
| Разлика:   |       | -3,98 % | +1,10 % | +18,90 % |

| Година:    | 2023. | 2024.   |
| ---------- | ----- | ------- |
| Број људи: | 418   | 434     |
| Разлика:   |       | +3,82 % |

Према подацима о броју становника из 2011. године насеље је имало 365 становника.